# 國立臺灣大學醫學院附設醫院
國立臺灣大學醫學院附設醫院（英語：National Taiwan University Hospital），簡稱臺大醫院，是臺灣第一所提供西式醫療服務的醫療機構，總院位於臺北市中正區，並在全臺多地設有分院。於日治初期的1895年創建，當時直屬於臺灣總督府，隨後成為臺北帝國大學附屬醫院；經過多次改隸，現今為國立臺灣大學醫學院附設的教學醫院，亦是國立臺灣大學旗下的非營利事業機構。
臺大醫院總院是臺灣規模最大的公立醫院，沿臺北市中山南路分設為日治時代啟用的西址、1991年啟用的東址、2008年啟用的兒童醫院等3個院區，西址旁設有同名捷運站；醫院評級屬於醫學中心，病床數逾2千床，被視為臺灣最具指標意義的醫院。

## 歷史

### 總院
日治時期
1895年，「大日本臺灣病院」創建，院址初設於臺北市大稻埕千秋街（今貴德街近長安西路，即今西寧北路海霸王附近），屬陸軍省軍醫部管轄。同年改隸臺北縣管轄，改稱為「臺北病院」。1897年，於臺北病院租賃附近民房為校舍，設立醫學講習所，為臺灣醫學教育的開始。臺大醫學院亦以此年為成立起算點。1898年，遷至明石町並更名為「臺灣總督府臺北醫院」，建築由小原益知設計興建。
1912年，因為白蟻侵蝕嚴重而進行重建，由總督府技師近藤十郎設計興建文藝復興風格之熱帶式建築。1921年完工啟用，是當時東南亞最大型、最現代化之醫院，設置了電燈及市內電話。1938年4月1日，成為「臺北帝國大學醫學部附屬醫院」。
民國時期
1945年，改為「國立臺灣大學醫學院第一附屬醫院」。1947年，改為「國立臺灣大學醫學院附屬醫院」。1950年，時任臺大校長傅斯年認為「附屬醫院」係日治名稱，故改為「國立臺灣大學醫學院附設醫院」。3月10日，「國立臺灣大學醫學院附設醫院附設高級護士職業學校」正式成立（簡稱「臺大護校」），時任臺大醫院護理部陳翠玉擔任創校校長；同年5月15日正式上課。1956年，國立臺灣大學護理系成立，臺大護校停止招生。1959年9月，臺大護校停辦。1991年，新大樓整建完成。1995年，創院成立100週年時，在副院長陳榮基推動下，在東址院區新大樓成立6A「緩和醫療病房」，成為台灣首座公立醫院設置此類病房，採行四全（全人、全家、全程、全隊）照護模式。1998年3月，臺大醫學院舊館與臺大醫院舊館均被臺北市政府文化局依《文化資產保存法》登錄為直轄市定古蹟。
2000年，奉行政院核定，接收國軍八一七醫院，改名「臺大醫院公館院區」。2004年，本院東址、西址之間興建中山常德地下道貫連。4月，奉行政院核示行政院衛生署雲林醫院改制為「臺大醫院雲林分院」，原於虎尾籌設之臺大醫院雲林分院則規劃為「臺大醫院雲林分院虎尾院區」。8月1日，國立臺北護理學院附設醫院改制為「臺大醫院北護分院」。2005年配合行政院臺灣生技起飛鑽石行動方案設置「國家級卓越臨床試驗與研究中心」。2007年，奉行政院核定承接財團法人北海岸金山醫院，改為「臺大醫院金山分院」。兒童醫療大樓於2008年12月26日啟用，2014年衛生福利部通過審議，正式核發臺大醫院兒童醫院設立許可函。2009年11月13日，臺大醫院公館院區停止門診服務，原地重建並成立與臺大醫院同位階的「國立臺灣大學醫學院附設癌醫中心醫院」，於2018年正式營運。
2011年7月1日，奉行政院核示行政院衛生署新竹醫院及行政院衛生署竹東醫院分別改制為「臺大醫院新竹分院」及「臺大醫院竹東分院」。2018年3月22日，原西址八東九東動工興建台大健康大樓，提供330床，預計2024年完工。2021年，亨通機械集團分五年捐贈臺大醫院新台幣20億成立尖端醫療發展中心，在徐州路與中山南路轉角處的國家文創禮品館舊址建立「尖端醫療發展中心大樓」，預計2027年完工。同年3月20日，臺大醫學院附設癌醫中心醫院降編入臺大醫學院附設醫院體系。2025年6月28日，臺大醫院舉辦「臺大醫院130週年院慶」研討會，適逢本院家庭醫學部緩和醫療病房成立三十週年，特別舉辦以「緩和療護三十載：深耕、傳承、共創未來」為題的院慶研討會，回顧臺灣緩和醫療的歷史發展與未來展望。
- 總院西址大樓大廳天井
- 總院西址大樓二樓拱圈
- 總院東址大樓
- 總院兒童醫院
- 總院醫療巡迴車（上海商業儲蓄銀行捐贈）
- 中山常德地下道往總院東址方向入口
- 臺灣總督府新竹病院

### 分院
臺大醫院近年配合臺大發展及教育部政策，以接收方式，接收多家公立區域、地區醫院作為分院。

#### 癌醫中心分院
2000年，奉行政院核定，原為位於臺北市大安區基隆路三段155巷57號的「國軍八一七醫院」，接收成為台大醫院公館院區。
2007年9月4日，鴻海集團董事長郭台銘代表永齡健康基金會捐贈新臺幣兩百二十億元給臺大。
2008年12月19日，簽訂捐贈合約書，目標為設立「華人頂尖，世界一流」之癌症專科醫院。其中一百億元用做興建達五百床規模的臺大癌醫中心醫院，以及台灣第一家質子治療中心；另外五十億元則由郭台銘創辦的永齡文教慈善基金會與台大共同針對高端設備醫療、幹細胞移植、預防醫學與醫學工程四個項目進行合作；這是全球有史以來單一企業對醫學院最大的一筆捐贈。
2009年11月13日，公館院區停止門診服務，並改隸台大醫學院，成為其轄下的新組織「國立臺灣大學醫學院附設癌醫中心醫院」。
2018年，正式營運。
2021年，質子治療中心啟用。該年3月20日，臺大校務會議正式將原國立臺灣大學醫學院附設癌醫中心醫院併入為國立臺灣大學醫學院附設醫院，成為「國立臺灣大學醫學院附設醫院癌醫中心分院」。
預計於2027年，癌症整合性尖端研究中心完工。

#### 雲林分院
位於雲林縣，前身為臺灣省立雲林醫院。

#### 北護分院
1949年5月4日，創設臺灣省立臺北高級醫事職業學校附設婦幼衛生中心。
1953年，更名為臺灣省立臺北高級護理助產職業學校附設婦幼衛生中心。
1963年，因臺灣省立臺北高級醫事職業學校併入臺灣省立護理專科學校，改為臺灣省立護理專科學校附設婦幼衛生中心。
1981年，更名為國立臺北護理專科學校附設婦幼衛生中心。
1986年10月，奉准更名為國立臺北護理專科學校附設醫療衛生中心。
1989年7月，經核定改為國立臺北護理專科學校附設醫院。
1994年，更名為國立臺北護理學院附設醫院。
2004年8月1日，改制為國立臺灣大學醫學院附設醫院北護分院。

#### 金山分院
1993年，臺北縣萬里、金山、石門、三芝四鄉民眾倡議興建醫院。後獲臺電敦睦及回饋地方承諾捐助。其後臺電與臺北縣衛生局、萬里、金山、石門、三芝鄉公所、臺大醫院共同研商在萬金石地區興建核能醫院，即為財團法人北海岸金山醫院，由鄭玉爐捐地，於2005年10月開幕啟用。
2006年底，董事會決議爭取改制為公立醫院，經行政院原則同意改制為臺大醫院金山分院，並於2008年4月由臺大醫院醫療團隊進駐。
2010年8月16日，於臺北縣政府舉行「財團法人北海岸金山醫院改制為臺大醫院金山分院」簽署儀式，在臺北縣長周錫瑋見證下，由金山醫院董事長許銘能及臺大醫院院長陳明豐簽署改制協議書。同年10月1日，完成改制為國立臺灣大學醫學院附設醫院金山分院。

#### 新竹臺大分院
1895年日本統治台灣，即於當時的台北縣新竹支廳管內設立醫院，隸屬於陸軍局軍醫部，位於新竹支廳廳舍。1896年6月，改為台北縣新竹支廳所屬的新竹病院。1897年5月，改為新竹縣新竹醫院，並設立苗栗分院；新竹醫院新廳舍於同年6月遷至新竹街南門的龍王祠和育嬰堂。1898年6月，改為臺灣總督府新竹醫院，並廢除苗栗分院。1908年4月，位於新竹街西門的新竹醫院新廳舍動工，同年9月完工遷入。1920年改隸為新竹州新竹市新竹醫院，並廢止苗栗分院。1932年11月，新竹醫院改建工事第二期完工。1944年，興建禮堂和門診大樓。1945年11月，中華民國接管臺灣，接收後隸屬於台灣省行政長官公署民政立新竹醫院，由於省府之改制而改隸於台灣省政府衛生處。1983年，新竹醫院遷至現址。
1993年7月1日成立臺灣省立竹東醫院，隸屬臺灣省政府衛生處。1994年6月26日臺灣省立竹東醫院開始開辦醫療業務。1996年，舊新竹醫院建築拆除，之後售予遠東百貨。1999年7月1日因臺灣省政府組織功能業務調整，臺灣省立新竹醫院及臺灣省立竹東醫院改隸行政院衛生署而更名為行政院衛生署新竹醫院及行政院衛生署竹東醫院。2011年7月1日署立新竹醫院及署立竹東醫院改隸臺灣大學醫學院附設醫院而更名為國立臺灣大學醫學院附設醫院新竹分院及「國立臺灣大學醫學院附設醫院竹東分院。2019年12月，生醫分院開幕。2021年1月1日，新竹分院、竹東分院及生醫分院整併為國立臺灣大學醫學院附設醫院新竹臺大分院而分別更名為「國立臺灣大學醫學院附設醫院新竹臺大分院新竹醫院」、「國立臺灣大學醫學院附設醫院新竹臺大分院生醫醫院竹東院區」及「國立臺灣大學醫學院附設醫院新竹臺大分院生醫醫院竹北院區」。2024年3月1日，衛福部評鑑台大新竹醫院升格為「醫學中心」。預計2026年湳雅院區動工。

## 歷任院長

### 總院
臺北帝國大學時期
| 任別 | 院長       | 任期           |
| ---- | ---------- | -------------- |
| 1    | 小田俊郎   | 1938年－1940年 |
| 2    | 上村親一郎 | 1940年－1942年 |
| 3    | 高橋信吉   | 1942年－1944年 |
| 4    | 河石久二夫 | 1944年－1945年 |

國立臺灣大學時期
| 任別 | 院長   | 任期                  |
| ---- | ------ | --------------------- |
| 1    | 杜聰明 | 1945年12月－1947年1月 |
| 2    | 陳禮節 | 1947年1月－1948年7月  |
| 3    | 魏火曜 | 1948年7月－1953年11月 |
| 4    | 高天成 | 1953年11月－1964年8月 |
| 5    | 邱仕榮 | 1964年9月－1972年7月  |
| 6    | 魏炳炎 | 1972年8月－1978年7月  |
| 7    | 楊思標 | 1978年8月－1984年4月  |
| 8    | 林國信 | 1984年5月－1992年7月  |
| 9    | 戴東原 | 1992年8月－1998年7月  |
| 10   | 李源德 | 1998年8月－2004年7月  |
| 11   | 林芳郁 | 2004年8月－2008年5月  |
| 12   | 陳明豐 | 2008年5月－2013年7月  |
| 13   | 黃冠棠 | 2013年8月－2015年7月  |
| 14   | 何弘能 | 2015年8月－2019年1月  |
| 代理 | 陳石池 | 2019年2月－2019年7月  |
| 15   | 陳石池 | 2019年8月－2020年7月  |
| 16   | 吳明賢 | 2020年8月－2025年8月  |
| 17   | 余忠仁 | 2025年8月－現任       |

## 組織架構
- 院長
  - 副院長

行政單位
- 院長室
- 秘書室
- 人事室
- 主計室
- 總務室
- 工務室
- 公共事務室
- 企劃管理部
- 倫理中心

醫療單位
內科系
- 內科部
- 小兒部
- 神經部
- 精神醫學部
- 復健部
- 家庭醫學部
- 腫瘤醫學部
- 基因醫學部
- 環境及職業醫學部
- 老年醫學部

外科系
- 外科部
- 骨科部
- 婦產部
- 耳鼻喉部
- 眼科部
- 泌尿部
- 皮膚部
- 牙科部
- 麻醉部
- 創傷醫學部

其他科系
- 影像醫學部
- 核子醫學部
- 檢驗醫學部
- 病理部
- 綜合診療部
- 急診醫學部

特色醫療中心
- 國際醫療中心
- 健康管理中心
- 形體美容醫學研究中心
- 乳房醫學中心
- 臨床心理中心
- 睡眠中心
- 物理治療中心
- 輔助暨整合醫學中心
- 遠距照護中心
- 兒童發展評估及療育中心
- 臨床神經暨行為醫學中心
- 心血管中心
- 臨床研究受試者保護中心
- 尖端醫療發展中心
- 健康教育中心
- 臨床試驗中心
- 癌症防治中心
- 分級醫療暨轉銜照護管理中心

醫療支援單位
- 藥劑部
- 門診部
- 醫學工程部
- 護理部
- 營養室
- 病歷資訊管理室
- 醫療事務室
- 社會工作室
- 資訊室
- 安全衛生室
- 品質管理中心
- 感染管制中心
- 臺大醫療體系管理發展中心

教學研究單位
- 教學部
- 醫學研究部
- 肝炎研究中心
- 智慧醫療中心
- 圖書室

所屬分院
- 金山分院：位於新北市金山區。
- 北護分院：位於臺北市萬華區。
- 新竹臺大分院： 位於新竹縣竹北市設有生醫園區，於新竹市東區為新竹醫院（醫學中心）、竹東鎮的竹東院區，以及籌設中的湳雅院區。
- 雲林分院：位於雲林縣斗六市為斗六院區，另於虎尾鎮設有虎尾院區。
- 癌醫中心分院：位於臺北市大安區。

## 文化資產
大廳、一東一西、二東二西建築已經指定為市定古蹟，由近藤十郎設計。

## 相關事件

#### 手術房火警
2008年12月17日，臺大醫院發生火警，起火點於臺大醫院東址院區的4樓開刀房，造成1間開刀房全毀、4間半毀。臺大醫院未在第一時間內進行疏散，拖延近30分鐘，事發當時有2位病患正在進行手術，中斷手術後，1名手術中的食道癌病患不治，11名醫護人員嗆傷，疏散約800名的病患到到1樓大廳。

#### HIV陽性器官捐贈
2011年8月27日，臺大醫院主動公布將愛滋病患者的器官移植至其他5名病患的醫療事故，臺大醫院於第一時間緊急通報衛生署，並向病患及家屬致歉並說明原委，此次事件為一名控制良好的HIV帶原者的母親，在兒子意外死亡時，因為不知道兒子為HIV帶原者，而將器官捐出。然而，因為內部工作流程以及人員訓練不足等等因素，導致未能第一時間正確解讀檢驗報告，使得五位病人接受了該捐贈者的器官。衛生署也要求臺大醫院於三日內提出報告。這是台灣首次發生器官移植可能導致病患感染愛滋病事件。衛生署也表示會對臺大醫院究責。。最後器官移植小組負責人柯文哲醫師擔負政治責任辭職，經過六個月的追蹤，接受器官移植的病患未檢出HIV抗體。

#### 洗腎機接錯管線
2018年6月台大醫院加護病房傳出洗腎管路出包事件，將本應接RO逆滲透水的孔洞，誤接到一般的自來水，共計6名患者受影響，其中1人在數天後死亡，但經院方初步判斷，死亡原因應和管路接錯無關；專家指出，類似意外事件在歐美、香港、越南都曾發生，但發生次數都相當少，若有即時發現補救，死亡機率極低。衛福部醫事司司長石崇良下午接受電訪時表示，目前衛福部對各醫院固定洗腎逆滲透水設備均有造冊列管，但因為尚無台大醫院說法，已先請台北市衛生局著手調查，「第一步先搞清楚是否有這件事，再釐清錯誤原因就究竟是個人疏失還是系統管理疏失」，等到了事情原委，才會依情節嚴重度，考慮是否擴大全台檢驗。

#### 紅包文化
有關藥廠、醫療器材廠商等給予醫師的捐獻文化由來已久。為了改善紅包文化，讓捐款透明化並公款公用，在全台大醫院設立一個大的MG402帳戶，各科別還有上百個帳戶。

#### 性騷擾案件
婦產科名醫陳思原被6名住院醫師和研究生投訴性騷擾，事後陳思原為保住退休金快速辭職，而且還找律師向台大和台大醫院申訴、嗆聲性平委員，甚至透過總統府資政關說施壓。

## 延伸閱讀
- 吳亮儀. . 自由時報. 2019-01-02 （中文（臺灣））.

## 外部連結
- 總院官方网站 （繁體中文）
- .   [2019-05-03]. （原始内容存档于2020-11-11） （中文（臺灣））.
- . 微風廣場.   [2020-01-22]. （原始内容存档于2020-09-30） （中文（臺灣））.
- . 國立臺灣大學.   [2020-06-10]. （原始内容存档于2017-01-04） （中文（臺灣））.